# Los dos Fígaros
I due Figaro o sia Il soggetto di una commedia, traducido como Los dos Fígaros, es un melodrama bufo en dos actos del compositor Saverio Mercadante según libreto de Felice Romani. Se compuso en 1826, aunque no se estrenó hasta el 26 de enero de 1835 en el Teatro del Príncipe de Madrid.
El libretista tomó como modelo la combinación de elementos serios y cómicos del original de Mozart/Da Ponte para crear una tercera parte alternativa a la de la trilogía de Beaumarchais (La mère coupable). En lo musical, Mercadante conjuga números solistas de bella factura y relativa sencillez con escenas de conjunto más complejas, alternancia propia de la escuela napolitana. Para caracterizar los personajes se sirvió de diferentes estilos en función de su estatus social e integró melodías y ritmos españoles desde la propia Sinfonia caratteristica spagnola que abre la ópera.

## Personajes
| Personaje                                          | Tesitura       | Reparto del estreno |
| -------------------------------------------------- | -------------- | ------------------- |
| El Conde de Almaviva                               | Tenor          | Giambattista Genero |
| La Condesa, Rosina                                 | Mezzosoprano   | Antonia Campos      |
| Fígaro, criado del Conde                           | Bajo           | Bottelli            |
| Inez, su hija                                      | Soprano        | Leonor Serrano      |
| Cherubino, bajo el nombre de Fígaro                | contralto      | Albertazzi          |
| Susanna, esposa de Fígaro y doncella de la Condesa | Soprano        | Manzocchi           |
| Plagio, joven escritor de comedias                 | Bajo           | Francisco Salas     |
| Torribio, bajo el nombre de Don Álvaro             | Tenor          |                     |
| Un siervo                                          | Tenor          |                     |
| Un notario                                         | Personaje mudo |                     |
| Coro                                               |                |                     |

## Números musicales

### Acto I
- Sinfonia Spagnola
- N.º 1. Introduzione: Compagni, al suon de’ pifferi (Coro, Don Álvaro, Plagio y Fígaro).
- N.º 2. Recitativo accompagnato e Cavatina: Ho risoluto alfin (Conde).
- N.º 3. Cavatina (Bolero): Colle dame più brillanti (Susanna).
- N.º 4. Coro e Terzetto: Ben venute le nostre padrone (Inez, Susanna, Condesa).
- N.º 5. Cavatina: Un gentile Colonnello (Cherubino).
- N.º 6. Quartetto: No, Signora: chiaro e tondo (Cherubino, Inez, Conde, Fígaro).
- N.º 7. Aria: Prender che val marito (Condesa).
- N.º 8. Finale Atto Primo: Né Susanna… Né il mio bene (Inez, Susanna, Conde, Cherubino, Fígaro, Plagio y Coro).

### Acto II
- N.º 9. Introduzione e Aria: L’avventura è singolare (Campesinas, lugareños, Plagio).
- N.º 10. Terzetto: In quegli occhi, o bricconcella (Figaro, Susanna, Plagio).
- N.º 11. Sestetto: Un momento! Oh! Quale imbroglio (Inez, Susanna, Condesa, Cherubino, Conde, Figaro).
- N.º 12. Recitativo e Aria: Oh! Come in un momento (Inez).
- N.º 13. Duetto: Tu lo volesti, ingrata (Conde, Susanna).
- N.º 14. Scena e Aria: Già per le vie del cielo (Cherubino y lugareños).
- N.º 15. Aria e Finale Secondo: Che facesti o scellerato! (todos).

## Argumento

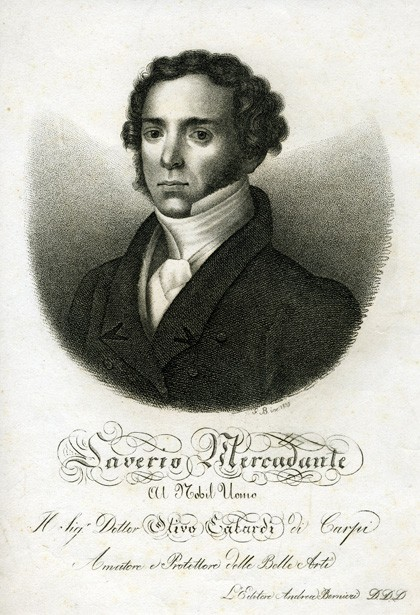
Retrato de Saverio Mercadante

La acción transcurre 15 años después de la alocada jornada que relataba Le nozze di Figaro, en el castillo de los Almaviva situado en los alrededores de Sevilla. Tanto el matrimonio del Conde y la Condesa como el de Fígaro y Susanna están a punto de romperse. Durante estos años, el matrimonio Almaviva ha tenido una hija, Inez, que tiene edad de contraer matrimonio aunque está enamorada en secreto de un oficial. Este oficial es, en realidad, Cherubino disfrazado, que aparecerá para defender sus intereses bajo el nombre de Fígaro (de ahí el título de la obra, Los dos Fígaros). Al contrario de lo que ocurriera en las obras originales de Beaumarchais, aquí el Fígaro verdadero estará lejos de conseguir sus metas mediante su renombrada astucia. 

### Acto I
Se espera con gran expectación en el castillo de los condes de Almaviva la llegada Inez, hija del matrimonio, que viene acompañada de su madre, la Condesa, y de su sirvienta Susanna. El motivo de este viaje es la formalización de los esponsales de la chica con un rico burgués, Don Álvaro, en realidad un cómplice de Fígaro que pretende mediante esta argucia hacerse con la cuantiosa dota de Inez y dejar de una vez por todas el servicio del Conde y la compañía de Susanna. Además, gracias a estos tejemanejes, un testigo de la boda invitado por Fígaro (el poeta Plagio) podrá sacar material suficiente para realizar una buena comedia de enredos.
El Conde, poco interesado en los deseos de su hija respecto de este matrimonio convenido, intenta cerrar el acuerdo con prontitud pero Inez, muy enamorada de un valeroso oficial del Ejército, se opondrá con todas sus fuerzas a dicho casamiento y contará con la ayuda de la Condesa y Susanna para esta labor. Cherubino, que es el valeroso oficial, reaparece en la mansión bajo el nombre de Fígaro tras muchos años de ausencia y sin ser reconocido, solicitando entrar al servicio del Conde. Este lo acepta en contra del criterio de Fígaro y Cherubino e Inez se reencuentran y aseguran que su amor será recompensado. Fígaro, que ha presenciado escondido la escena, acude al Conde. Enterado Cherubino del peligro que se cierne sobre él, finge que ha sido Inez quien le ha pedido ayuda para impedir su matrimonio con Don Álvaro y la rechaza públicamente, pidiéndole a la joven que se atenga a los deseos de su padre. El Conde se muestra crédulo con Cherubino y acusa a Fígaro de manía persecutoria. Este, no obstante, persiste en su idea y comprueba en conversación con el poetastro Plagio que sus sospechas son reales. En el jardín, Cherubino y la Condesa se reúnen para detallar el plan que han de seguir, aunque ignoran que están siendo espiados por Fígaro y el Conde, que ordena arrestar al impostor. En un nuevo giro, Cherubino salva la situación afirmando que ha venido en busca de Susanna, hacia la que siente una incontrolable pasión, lo que provoca un alborozo general al encontrarnos con Fígaro en el papel de esposo burlado.

### Acto II
Plagio, siempre atento a los detalles que puedan servirle de cara a su comedia, observa cómo los criados se burlan de la situación en la que el nuevo embrollo ha colocado a Fígaro. Este, entretanto, discute con Susanna ante las sospechas de que algo se cuece en su contra. A pesar de intentar descubrirlo por todos los medios, la discusión entre ellos se ve interrumpida por la aparición de Plagio. Cherubino e Inez tienen un encuentro a solas en la habitación de Susanna, interrumpido por la llegada de Fígaro y que obliga a los jóvenes a ocultarse en un armario. No tardan en ser descubiertos tanto por Fígaro como por el Conde y la Condesa, recién llegados al castillo. En un ataque de ira, el Conde expulsa del castillo a Cherubino y con él a Susanna, hechos que provocan una profunda alegría en Fígaro que ve cómo se van cumpliendo todos sus planes. El Conde le pide a Fígaro que haga llegar al castillo al notario para formalizar el casamiento entre Don Álvaro e Inez. Susanna, en actitud seductora, le pide al Conde que la perdone y el Conde, incapaz de resistirse a los encantos de la criada como ya vimos en Le nozze di Figaro, se lo concede y la proclama su amante. Da comienzo la ceremonia tras la llegada solemne de Don Álvaro, a quien todos reciben ya como esposo de Inez, a la par que se ignora la indignación y la ira de Inez, que se niega a convertirse en su esposa. En ese momento aparece Cherubino ya identificándose como tal y delata a Don Álvaro, quien en realidad responde al nombre de Torriani y le acusa de ser cómplice de los planes de Fígaro para hacerse con la dote de Inez. Ante estos nuevos acontecimientos, el Conde expulsa del castillo a Fígaro y consiente en la boda de Inez y Cherubino. La obra se cierra con el escritor Plagio solicitando un aplauso a todos los presentes.

## Comentario

### Introducción
A raíz de la entrada en el poder de Carlos III, se prohíbe en Madrid la subida a los escenarios de obras que no se desarrollen íntegramente en lengua castellana, censura que durará hasta el ascenso al trono de José Bonaparte. Coincidiendo con la llegada de las tropas francesas a Barcelona, la compañía de ópera italiana que trabaja allí se traslada a Madrid con la intención de montar una temporada de ópera italiana estable en la capital, alquilando para tal fin el Teatro de los Caños del Peral. La industria operística italiana (ya) protagonizaba, en cualquier caso, una parte importante de la vida cultural madrileña. Mesonero Romanos, en 1825, nos relata cómo la afición a la ópera “produjo en los madrileños un verdadero frenesí”. Poco antes de la llegada de Saverio Mercadante a Madrid, ya en tiempos de Fernando VII, encontramos dos compañías funcionando en paralelo: la de ópera en español, establecida en el Teatro de la Cruz, y la italiana, en el Teatro del Príncipe. En 1826 la compañía italiana que se hacía cargo de la temporada del Príncipe se disuelve, y los empresarios encargados del teatro deciden enviar a un agente artístico a Milán para contratar a la mejor compañía de ópera posible. Cristóbal Fernández de la Cuesta, el encargado de tal tarea, consigue atraer a un número importante de artistas y, principalmente, a un compositor de renombre como Maestro Director: Saverio Mercadante. 

Mercadante había nacido en las cercanías de Bari, aunque él afirmaba falsamente ser napolitano. Resultó una pieza fundamental en la transición operística del bel canto hacia el canto dramático y fue considerado en su época como el cuarto miembro del cuarteto mágico de genios italianos previos a Verdi (conjuntamente con Rosinni, Bellini y Donizetti). Al estilo compositivo de sus últimos años se le atribuye una importancia nada desdeñable como uno de los pilares en los que se sustentó la consolidación del Romanticismo operístico, sin olvidar la influencia que obras como Il giuramento (1837) pudieron ejercer sobre la figura del joven Verdi. La aceptación de un contrato en Madrid por parte de Mercadante tenía, por un lado, motivaciones económicas (firmó por siete años y dos mil colonnati), pero también el deseo de trabajar bajo un cierto nivel de excelencia artística, dada la compañía que se había contratado, con la contralto Isabella Fabbrica, la soprano Letizia Cortesi o el tenor Giovanni Battista Montrsor entre otros. El contrato incluía también 

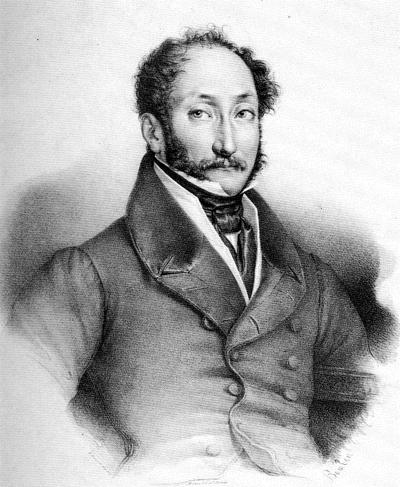
Felice Romani

arreglos, revisión de partituras, múltiples ensayos y, de particular interés para el presente artículo, la composición de dos nuevos títulos cada año. El primero de ellos fue I due Figaro, en una temporada que daría comienzo a mediados de junio de 1826 con reposiciones de óperas de Rossini (Zelmira) y del propio Mercadante (Elisa e Claudio).
La elección de esta obra se sustentó en varias razones: en primer lugar, las oportunidades de lucimiento como compositor que se le brindaban a Mercadante debido a la ambientación española de la trama, que le permitía desarrollar una música característica con inclusión de seguidillas, boleros o cachuchas. En segundo, el aprovechamiento de la estela del éxito que había supuesto Il barbiere de Siviglia rossiniano, retomando sus personajes; y, por último, el uso de un libreto de Felice Romani, libretista de éxito a quien le unía una buena amistad.
Para el estreno, la compañía había preparado un reparto por todo lo alto: en el papel de Cherubino la contralto Isabella Fabbrica, de la que se decía que tenía “una voz de volumen prodigioso en su primera octava”. De hecho, el personaje de Cherubino en la comedia original era muy inferior al de la ópera tanto en extensión como en importancia, y Mercadante lo confeccionó ex-profeso para la contralto. El papel de Susanna comportaba, en cuanto a dramaturgia, grandes complejidades: dulzura, seducción, malicia, candidez y astucia a una misma vez. La elegida fue la hermosa soprano Letizia Cortesi. Josefa Spontoni como la Condesa y se presume que la joven María Navarro encarnando a Inez, completaban el plantel femenino. En el lado masculino, el papel del Conde era para el tenor Giovanni Battista Montresor, uno de los últimos representantes de la cuerda de los tenorini, cantantes de voz clara y brillante, con facilidad para el ornamento o la floritura y unos agudos que mezclaban registro de pecho y falsete. El intrigante Fígaro estaría al cargo de Luigi Maggioratti, un basso buffo de paradigma rossiniano y amplia trayectoria. Domenico Vaccani sería el encargado de sacar adelante a Plagio. 
Pero, bien avanzados los ensayos, llegó la noticia a la compañía del Príncipe de que la obra había sido prohibida por las autoridades, tras la intercesión en su contra de Ignacio Martínez de Villela, presidente del Consejo de Castilla. El estreno se demoraría casi una década, y para entonces Mercadante habría abandonado Madrid y habría vuelto a Italia. 

### Censura y tardío estreno
Poco después de la prohibición de la obra, la revista musical londinense The Harmonicon se hizo eco de la noticia y de sus posibles motivaciones: “la censura, formada por capuchinos y jesuitas, ha insertado en su index ex-purgatorius muchas arias de este compositor, por considerarlas contrarias a la moralidad”. Parecía así verterse la responsabilidad del hecho a la censura teatral del Antiguo Régimen que se practicaba en el reinado de Fernando VII. La crítica social pertinaz de la temática figariana y su vinculación con un sentimiento revolucionario supondrían motivos más que suficientes. 
Pero es en realidad en el primer documento oficial que conservamos respecto a Il due Figaro donde encontramos pistas de los motivos reales de la prohibición: en una carta remitida por la soprano Letizia Cortesi se solicita a la empresa madrileña la función de Los dos Fígaros para su propio beneficio, posibilidad que se le deniega argumentando para ello que el estreno irá al beneficio de Mercadante. A este malestar habremos de sumarle la escalada en la rivalidad entre las prime donne (Letizia e Isabella Fabbrica) y el profundo malestar que produjo en la primera la gran importancia del papel de la segunda (Cherubino). La soprano recurriría al poder e influencia de Ignacio Martínez de Villela para paralizar el proyecto y enterrar la ópera en un prematuro olvido.   

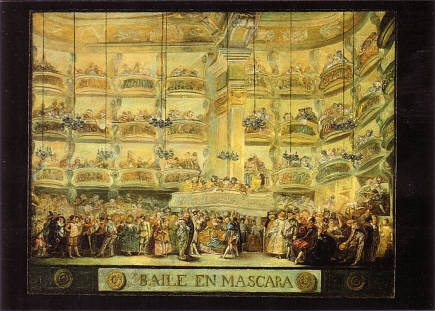
Baile en Máscara en el Teatro del Príncipe de Madrid, 1767

Con la llegada de los nuevos aires liberales de la monarquía de Isabel II en 1833, la ópera recibió un impulso definitivo y acabó por estrenarse el 26 de enero de 1835 en el Teatro del Príncipe de Madrid, con el reparto que se especifica en el punto dos del presente artículo. En cualquier caso, diez años fueron demasiado tiempo para este melodrama bufo y algunos papeles como el de Cherubino hubieron de reescribirse por completo, ya que el público, imbuido de un pleno espíritu romántico, había perdido el interés en las voces de contralto o en la escritura bufa. La ópera apenas se representó durante el resto de la temporada y siempre con resultados modestos y acogidas más bien tibias. Podemos sintetizar este apático recibimiento en las palabras publicadas por El correo de las Damas: “italianos vestidos a la andaluza y gallegos vestidos a la francesa; un coronel muy majo y una dama coronel; cae el telón y marchamos todos: he aquí la ópera”. 

### La música de Mercadante: tradición popular, espíritu rossiniano y escuela napolitana
La música de I due Figaro resulta una amalgama entre el estilo rossiniano del autor, las características propias de la escuela napolitana y las músicas de carácter español que el compositor decidió incluir como método de caracterización durante toda la ópera. El sello rossiniano se manifiesta claramente en los modelos de vocalidad que utiliza: el protagonismo de la contralto in travesti (alusiva, sin duda, al fenómeno dieciochesco de los castrati), la soprano buffa que da vida a Susanna, el tenorino del Conde o el basso buffo de Figaro. De la escuela napolitana recoge la espontaneidad melódica, el cuidado en la orquestación, el gusto por la forma, y la frescura y sencillez de su estilo.
Tal vez el aspecto más llamativo en el ámbito de lo musical sea la inclusión de la rica tradición de música popular española en la obra. Esto se hace patente desde la propia Sinfonía característica con la que se abre la ópera: Mercadante hilvanó brillantemente distintos temas de raigambre popular en una especie de antología de cantos y danzas españolas. Así, la sinfonía comienza con un fandango que se transforma en bolero, que irá seguido de la famosa melodía de la Tirana de Trípili, para finalizar con una gaditana cachucha. En cualquier caso, el colorido español no se circunscribirá únicamente a esta introducción orquestal: Mercadante usará esta vinculación popular para caracterizar al matrimonio de criados, como en el caso del tercer número del Acto I, donde Susanna se presenta mediante un bolero insinuante; o la riña entre ambos (Susanna y Fígaro) del segundo acto (n.º 10), ilustrada en lo musical mediante un polo que pretendía, además de ilustrar el origen sevillano de los criados, un breve guiño al público madrileño. Mercadante aprovechará el espíritu danzable y erótico de algunos de estos bailes populares para hilar la trama y mantener la tensión sobre la escena.   	 

### Recuperación
Tras casi dos siglos de anonimato de I due Figaro, fue la necesidad por parte de Riccardo Muti de encontrar un título para los festivales de Ravena y Salzburgo que concluyera en 2011 su ciclo "Nápoles y Europa" lo que desencadenó su recuperación. Tras cinco años sacando de las sombras obras de autores napolitanos, se precisaba de una ópera que quintaesenciara las características propias del género. El musicólogo Paolo Cascio, doctorando en el departamento de Musicología de la Universidad Complutense de Madrid, les puso en contacto con una partitura en la que convergían y se sublimaban las principales características de la ópera napolitana. Tras un proceso de cotejo de manuscritos entre los archivos madrileños y las fuentes italianas, más el añadido de la obertura española de reciente localización, se realizó por parte del musicólogo Víctor Sánchez la edición crítica de la partitura que permitiría su interpretación moderna. La Haus für Mozart de Salzburgo y el Teatro Alighieri de Ravena en junio de 2011, el Teatro Real de Madrid en marzo de 2012 y el Teatro Colón de Buenos Aires en agosto del mismo año, con puesta en escena de Emilio Sagi y dirección musical de Riccardo Muti, serían testigos de esta recuperación que contaría con el apoyo de crítica y público.